# Hrvatski akademski odbojkaški klub Mladost 2018-2019 (femminile)
Questa voce raccoglie le informazioni riguardanti l'Hrvatski akademski odbojkaški klub Mladost nelle competizioni ufficiali della stagione 2018-2019.

## Organigramma societario
Area direttiva
- Presidente: Miro Pavlović

Area tecnica
- Allenatore: Saša Ivanišević
- Allenatore in seconda: Darko Nojić
- Assistente allenatore: Tomica Rešetar
- Scout man: Vladimir Jolić

Area sanitaria
- Fisioterapista: Alena Zhukouskaja

## Rosa
| N° | Nome                 | Ruolo | Data di nascita  | Nazionalità sportiva |
| -- | -------------------- | ----- | ---------------- | -------------------- |
| 1  | Ana Matić            | L     | 8 settembre 2000 | Croazia              |
| 2  | Katarina Pavičić     | S     | 17 maggio 1999   | Croazia              |
| 3  | Tea Kačić-Bartulović | C     | 21 marzo 1999    | Croazia              |
| 4  | Božana Butigan       | C     | 19 agosto 2000   | Croazia              |
| 5  | Matea Rajković       | L     | 28 aprile 1991   | Croazia              |
| 6  | Lara Štimac          | P     | 18 agosto 2000   | Croazia              |
| 7  | Mika Grbavica        | O     | 8 dicembre 2001  | Croazia              |
| 8  | Antonija Volmut      | S     | 13 aprile 1996   | Croazia              |
| 9  | Iva Pažin            | O     | 14 giugno 2001   | Croazia              |
| 10 | Dinka Kulić          | S     | 2 agosto 1997    | Croazia              |
| 11 | Mirta Freund         | C     | 4 luglio 2002    | Croazia              |
| 13 | Mila Lukić           | P     | 3 marzo 1994     | Croazia              |
| 14 | Izabela Štimac       | L     | 12 novembre 2000 | Croazia              |
| 16 | Jelena Šunjić        | O     | 4 gennaio 1994   | Croazia              |
| 17 | Valentina Vrbanc     | S     | 27 luglio 1992   | Croazia              |
| 18 | Iva Jurišić          | C     | 24 marzo 1994    | Croazia              |
| 99 | Zorana Brčić         | P     | 2 agosto 2003    | Croazia              |